# Alexis Vega
Alexis Vega, né le 25 novembre 1997 à Mexico au Mexique, est un footballeur international mexicain qui évolue au poste d'avant-centre au Deportivo Toluca.

## Biographie

### Deportivo Toluca
Né à Mexico au Mexique, Alexis Vega est formé au Deportivo Toluca. Il fait ses débuts en équipe première le 28 février 2016, lors d'un match de championnat contre le CF Pachuca, où son équipe s'incline (0-1 score final). Le 2 mars 2016, il joue son premier match de Copa Libertadores contre San Lorenzo (1-1). Le 16 avril 2016, il inscrit son premier but en pro face au CD Veracruz, et réalise même un doublé en inscrivant un second but, permettant aux siens de s'imposer (4-2).

### Chivas Guadalajara
Alexis Vega rejoint le CD Guadalajara en date du 1er janvier 2019, pour un transfert de 7,9 millions d'euros. Le transfert est annoncé dès le 5 décembre 2018. 
Il dispute son premier match sous ses nouvelles couleurs le 6 janvier 2019, en championnat contre le Club Tijuana. Il est titulaire lors de cette partie et son équipe s'impose (2-0). Vega inscrit son premier but le 17 février 2019 contre le club rival, le CF Atlas. Ce jour-là, il est même auteur d'un coup du chapeau, contribuant grandement à la victoire par trois buts à zéro de son équipe. C'est la première fois de sa carrière professionnelle que Vega inscrit trois buts lors d'un même match. Le 8 août 2019 il se fait remarquer lors d'un match de coupe du Mexique face au Santos Laguna en réalisant un doublé, et permet ainsi à son équipe de s'imposer (2-1 score final).
En octobre 2023, Vega est écarté de l'équipe avec deux de ses coéquipiers pour des raisons disciplinaires.

### Retour au Deportivo Toluca
Poussé vers la sortie à Chivas, Alexis Vega quitte le club où il aura joué pendant cinq ans et signe le 18 janvier 2024 au Deportivo Toluca où il fait son retour.

### En sélection
Alexis Vega est retenu avec l'équipe du Mexique olympique pour participer au Tournoi pré-olympique masculin de la CONCACAF 2020. Il remporte le tournoi avec son équipe est élu meilleur joueur. 
Le 27 mars 2019, Alexis Vega honore sa première sélection avec l'équipe nationale du Mexique face au Paraguay. Il entre sur le terrain à la 78e minute de jeu, à la place de Javier Hernández. En toute fin de rencontre, il délivre une passe décisive en faveur de Luis Montes. Le Mexique remporte la partie (4-2).
En juin 2019 il est retenu dans la liste du sélectionneur Gerardo Martino pour participer à l'édition 2019 de la Gold Cup. Lors de cette compétition il a un rôle de remplaçant, ne jouant que deux matchs, mais il se met en évidence en inscrivant son premier but en sélection dès le premier match, face à Cuba le 16 juin 2019. Entré en jeu à la place de Raúl Jiménez, il participe ainsi à la large victoire des siens (7-0). Le Mexique remporte le tournoi en battant les États-Unis en finale le 8 juillet 2019 (1-0).
Le 14 novembre 2022, il est sélectionné par Gerardo Martino pour participer à la Coupe du monde 2022.

## Palmarès
Mexique
- Gold Cup
  - 2019